# リッチ・ムーア
リッチ・ムーア（Rich Moore、1963年5月10日 - ）はアメリカ合衆国のアニメーション監督であり、ラフ・ドラフト・スタジオのビジネスパートナーである。彼の作品の『ザ・シンプソンズ』と『シュガー・ラッシュ』で知られる。

## 生涯と職歴
ムーアはカリフォルニア芸術大学でアニメーションを専攻した。大学時代に、友人のジム・リアドン製作の「Bring Me the Head of Charlie Brown」でナレーションをしている。
彼の監督作品にはTVシリーズの『ザ・シンプソンズ』、『フューチュラマ』、『The Critic』、『Drawn Together』、『Baby Blues』と『マッドTV!』中のアニメ『Spy vs. Spy』がある。 彼は『ザ・シンプソンズ MOVIE』のシーケンス・ディレクターでもあり、FOXで2009年から放送されている『Sit Down, Shut Up』シリーズのスーパバイジング・ディレクターでもある。 フューチュラマではオリジナルシリーズ全部のスーパバイジング・ディレクターであるが、第1シリーズではGregg Vanzoと、第2シリーズではBret Haaと共同であった。
ウォルト・ディズニー・アニメーション・スタジオにおいては2012年11月2日公開の劇場版アニメ『シュガー・ラッシュ』の監督を務めた。
 彼はこの作品でキャラクターのサワー・ビルと『ストリートファイター』のザンギエフの声も担当している。また、2016年3月4日公開の『ズートピア』もバイロン・ハワードやジャレド・ブッシュと共同監督で製作した。

## 監督作品

### 『ザ・シンプソンズ』
- 忘れられた英雄 The Telltale Head
- パーティーはこりごり Homer's Night Out
- 髪と共に去りぬ Simpson and Delilah
- ハロウィーン・スペシャル Treehouse of Horror
- シンプソン家VSフランダース家 Dead Putting Society
- 良心の呵責Homer vs. Lisa and the 8th Commandment
- リサのときめき Lisa's Substitute
- マイケルがやって来た! Stark Raving Dad
- マフィアのバート Bart the Murderer
- エアロスミス登場 Flaming Moe's
- ホーマーとリサの絆 Lisa the Greek
- ハーブおじさんは発明家 Brother, Can You Spare Two Dimes?
- マージという名の電車 A Streetcar Named Marge
- ホーマーのおしおき Itchy & Scratchy: The Movie
- モノレールの甘い罠 Marge vs. the Monorail
- 天才作家の正体 The Front
- よみがえった男 Cape Feare

### 『フューチュラマ』
- 「Space Pilot 3000」(Gregg Vanzoと共同監督)
- 「Hell Is Other Robots」
- 「A Clone of My Own」
- 「Anthology of Interest I」
- 「Roswell That Ends Well」

### 『Drawn Together』
- 「Clum Babies」
- 「Alzheimer's That Ends Well」

### 劇場アニメーション作品

#### ウォルト・ディズニー・アニメーション・スタジオ作品
- シュガー・ラッシュ Wreck-It Ralph（2012年）
  - シュガー・ラッシュ:オンライン Ralph Breaks the Internet（2018年）（フィル・ジョンストンと共同監督）
- ズートピア Zootopia（2016年）（バイロン・ハワード、ジャレド・ブッシュと共同監督)

## 受賞歴
エミー賞
- 1991年度–プライタムタイム・クリエイティブアート・エミー賞 アニメーション番組部門（1時間未満)「良心の呵責」
- 2002年度–プライタムタイム・クリエイティブアート・エミー賞 アニメーション番組部門（1時間未満)「Roswell That Ends Well」[3]

アニー賞
- 2002年度–TVアニメ「Roswell That Ends Well」監督[4]

アカデミー賞
- 2012年度ノミネート: 長編アニメ映画賞『シュガー・ラッシュ』
- 2016年度: 長編アニメ映画賞『ズートピア』